# Peter Martell
Peter Martell, pseudonimo di Pietro Martellanza (Bolzano, 30 settembre 1938 – Bolzano, 1º febbraio 2010), è stato un attore italiano.

## Biografia
È apparso in diversi spaghetti western negli anni sessanta e settanta, spesso con ruoli secondari, ma anche come protagonista in alcune occasioni (Due croci a Danger Pass, Ringo, il cavaliere solitario). Dopo una lunga pausa, è tornato davanti alla macchina da presa nel corso degli anni duemila in tre horror tedeschi: Killer Barbys vs. Dracula di Jesús Franco (2002), Lacrime di Kali (2004) e Melancholie der Engel (2009).
Ha involontariamente lanciato la carriera western di Terence Hill: sarebbe stato infatti lui a dover interpretare il personaggio di Cat in Dio perdona... io no!, ma durante un litigio con la fidanzata si ruppe un piede e il produttore suggerì al regista Giuseppe Colizzi di assumere il giovane Mario Girotti. Fu il primo film della coppia Bud Spencer e Terence Hill.
Peter Martell è morto all'età di 71 anni il 1º febbraio 2010.

## Filmografia
- Il comandante, regia di Paolo Heusch (1963)
- La violenza e l'amore regia di Adimaro Sala (1965)
- Il pianeta errante, regia di Antonio Margheriti (1966)
- Due once di piombo (Il mio nome è Pecos), regia di Maurizio Lucidi (1966)
- Dove si spara di più, regia di Gianni Puccini (1967)
- Due croci a Danger Pass, regia di Rafael Romero Marchent (1967)
- Il cobra, regia di Mario Sequi (1967)
- Omicidio per appuntamento, regia di Mino Guerrini (1967) (non accreditato)
- Come rubare un quintale di diamanti in Russia, regia di Guido Malatesta (1967)
- Lola Colt - Faccia a faccia con El Diablo, regia di Siro Marcellini (1967)
- Ringo, il cavaliere solitario (Dos hombres van a morir), regia di Rafael Romero Marchent (1968)
- Banditi a Milano, regia di Carlo Lizzani (1968)
- I lunghi giorni dell'odio, regia di Gianfranco Baldanello (1968)
- Dio li crea... Io li ammazzo!, regia di Paolo Bianchini (1968)
- Chiedi perdono a Dio... non a me, regia di Vincenzo Musolino (1968)
- Il lungo giorno del massacro, regia di Alberto Cardone (1968)
- Probabilità zero, regia di Maurizio Lucidi (1969)
- Barbagia (La società del malessere), regia di Carlo Lizzani (1969)
- Il pistolero dell'Ave Maria, regia di Ferdinando Baldi (1969)
- Il trono di fuoco, regia di Jesús Franco (1969)
- Ciakmull - L'uomo della vendetta, regia di Enzo Barboni (1970)
- Deserto di fuoco, regia di Renzo Merusi (1970)
- Era Sam Wallash!... Lo chiamavano... E così sia!, regia di Demofilo Fidani (1971) (non accreditato)
- Il suo nome era Pot... ma... lo chiamavano Allegria, regia di Lucio Dandolo e Demofilo Fidani (1971)
- Casa d'appuntamento, regia di Ferdinando Merighi (1972)
- La morte accarezza a mezzanotte, regia di Luciano Ercoli (1972)
- La pazienza ha un limite... noi no!, regia di Franco Ciferri (1974)
- Gli esecutori, regia di Maurizio Lucidi (1976)
- Safari Express, regia di Duccio Tessari (1976)
- Momo, regia di Johannes Schaaf (1986) (non accreditato)
- Killer Barbys vs. Dracula, regia di Jesús Franco (2003)
- Lacrime di Kali (Tears of Kali), regia di Andreas Marschall (2004) (segmento "Poona, India 1983")
- Melancholie der Engel, regia di Marian Dora (2009)

## Doppiatori italiani
- Cesare Barbetti in I lunghi giorni dell'odio, Due croci a Danger Pass, Ringo, il cavaliere solitario, Ciakmull - L'uomo della vendetta, La morte accarezza a mezzanotte, La pazienza ha un limite... noi no!
- Pino Locchi in Lola Colt, Il lungo giorno del massacro, Il pistolero dell'Ave Maria
- Pino Colizzi in Probabilità zero
- Sergio Graziani in Dove si spara di più
- Luigi Vannucchi in Dio li crea... Io li ammazzo!
- Glauco Onorato in Chiedi perdono a Dio... non a me
- Luciano De Ambrosis in Safari Express
- Gigi Proietti in Il cobra
- Stefano Satta Flores in Il pianeta errante